# Теодората
Теодората или Теодота (на латински: Theodota) е лангобардска принцеса, кралица на лангобардите и на Италия.

## Биография
Дъщеря е на Ариперт I, крал крал на лангобардите (653 – 661). Тя е сестра на кралете Годеперт († 662 убит) и Перктарит († 688).
През 662 г. се омъжва за Гримоалд I, който е херцог на Херцогство Беневенто (647 – 662). Така Гримоалд става така династичично легитимен и Народното събрание го избира през 662 г. за крал на лангобардите и крал на Италия (662 – 671).
Теодората ражда син Гарибалд и дъщеря. През 671 г. за три месеца, синът ѝ, още дете, е крал на лангобардите.